# Enciclopèdia de Menorca
Enciclopèdia de Menorca és una enciclopèdia temàtica sobre geografia física, ciències naturals, ciències humanes i ciències socials de l'illa de Menorca, que ha estat editada per l'Obra Cultural de Menorca des del 1979 i dirigida per Josep Miquel Vidal i Hernàndez (1939-2013), que havia col·laborat a la Gran Enciclopèdia Catalana. El 1987 va rebre un dels Premis 31 de desembre de l'OCB.
Aquesta obra, editada per l'Obra Cultural de Menorca fins al 2014 va ser coordinada per Josep Miquel Vidal. El primer fascicle va aparèixer el 1979 quan després la transició la demanda de texts fiables era enorme, sobretot al món escolar. Des d'aleshores, n'han editat 17 volums, que recullen diferents aspectes del coneixement sobre l'illa de Menorca, tant de l'àrea de la cultura com de la societat i la ciència (fauna, flora, sistemes naturals…). L'Enciclopèdia, una obra encara oberta amb diversos volums en preparació, cobreix així els buits bibliogràfics que existien sobre Menorca com per exemple la fauna marítima i els peixos i també va permetre fixar el lèxic, la toponímia i l'onomàstica, temes neglegits durant quaranta anys de dictadura.
El 2013, l'Enciclopèdia va patir un maldecap major quan va ser al punt de desaparèixer per manca d'ajudes financeres i va demanar el concurs voluntari. Aleshores la sera continuació va ser represa per la Fundació Enciclopèdia de Menorca, creada el 2010 pel govern balear, el consell insular, els ajuntaments i la Universitat de les Illes Balears. Després d'una interrupció l'edició la Fundació va continuar la publicació del volum II del tom XVIII Història de la Música. A més prepara la digitalització i l'actualització dels toms anteriors.

## Toms publicats
És publicada en fascicles, i consta de 21 toms (alguns dividits en volums):
- I: Geologia. (1981)
- II: El món vegetal. (Maria dels Àngels Cardona Florit) (1988)
- III: Invertebrats no artròpodes. (Bernat Mateo i Álvarez) (1993)
- IV: Invertebrats artròpodes.
- V: Vertebrats I. Volum 1: Els peixos. (2002)
- V: Vertebrats I. Volum 2: Peixos, amfibis i rèptils. (2005)
- V: Vertebrats II. Volum 3: Aus i mamífers. (pendent)
- VI: Ecologia I. Sistemes naturals. (pendent)
- VII: Ecologia II. (pendent)
- VIII: Arqueologia. (1995)
- IX: Història I, volum 1: Dels inicis del poblament a l'època talaiòtica. (2001)
- IX: Història I, volum 2: Romanització, antiguitat tardana i Manurqa islàmica. (pendent)
- X: Història II. De la conquesta cristiana a la Guerra de Successió. (Miquel Àngel Casasnovas) (2000)
- XI: Història III, volum 1: De la Menorca britànica a la consolidació de l'Estat liberal (1712-1854). (Miquel Àngel Casasnovas Camps) (2011)
- XI: Història III, volum 2: De 1854 a 1939. (pendent)
- XI: Història III, volum 3: De 1939 a l'actualitat. (pendent)
- XII: Economia. (Josep Miquel Vidal i Hernàndez) (1991)
- XIII: Història de la medicina I. Fins a 1820. (pendent)
- XIII: Història de la medicina II. De 1820 fins a l'actualitat. (pendent)
- XIV: Antropologia I. (Antoni Camps Extremera et alii) (1999)
- XV: Antropologia II. volum 1: El món de la pesca. Artesania i oficis. (Antoni Ginard Bujosa, Jaume Francesc Mascaró i Pons i Andreu Ramis i Puig-gros) (coord.) (2007)
- XV: Antropologia II. (pendent)
- XVI: Història de l'art I. Dels orígens al segle xviii. (2004)
- XVII: Història de l'art II. Segles XIX i XX. (2009)
- XVIII: Història de la Música I. (Gabriel Julià Seguí) (2012)
- XVIII: Història de la Música II. (2015)
- XIX: Història de la Cultura. Llengua, literatura, pensament I. Volum 1. (pendent)
- XIX: Història de la Cultura. Llengua, literatura, pensament I. Volum 2. (pendent)
- XIX: Història de la Cultura. Llengua, literatura, pensament I. Volum 3. (pendent)
- XX: Cartografia històrica. (pendent)
- XXI: Arquitectura. (pendent)